# Centro Ecológico de Sonora
El Centro Ecológico de Sonora es un jardín zoológico que tiene como hábitat natural el desierto sonorense. Se ubica en la ciudad de Hermosillo, capital del estado de Sonora, México, y lo administra el gobierno estatal a través de la Comisión de Ecología y Desarrollo Sustentable del Estado de Sonora (CEDES). Ha operado continuamente desde el año de 1985.
Ofrece opciones a sus visitantes durante el recorrido a las instalaciones donde se pueden apreciar representaciones de las cuatro regiones geográficas del estado de Sonora: montaña, praderas, desierto y el Mar de Cortés. En cada una de ellas se indican características como ubicación geográfica y extensión, tipo de flora, fauna, clima y topografía. En esta área se comprenden sólo organismos de tamaño pequeño.
Durante el recorrido también se observan exhibiciones al descubierto donde se exponen especies de mayor tamaño, abriendo la posibilidad de comparar las especies propias del estado con las de otros lugares del mundo.

### Actividades

#### Recorrido
El recorrido tradicional del centro consiste en una caminata de 2.8 km donde se pueden observar distintas exhibiciones de flora y fauna representativa de la región del desierto sonorense. Es necesario pagar por el boleto de acceso en taquilla. La colección incluye 119 especies de animales y cerca de 895 organismos, además de presentar 140 especies de plantas haciendo especial énfasis en las cactáceas características del desierto sonorense.

#### Eco Safari
Ésta actividad consiste en un recorrido con horarios establecidos en un área de 5 hectáreas donde se toma un eco-bus con guía especializada que ofrece explicaciones de las especies de distintos continentes que se encuentran en vida libre. Dentro de los ejemplares que se pueden observar en este recorrido se encuentran ciervos, gamos europeos, cebras entre otros. Tiene como objetivo difundir y promover la importancia de la protección y conservación de recursos naturales y de las especies silvestres.

#### Observatorio Astronómico del Centro Ecológico de Sonora (OACES)

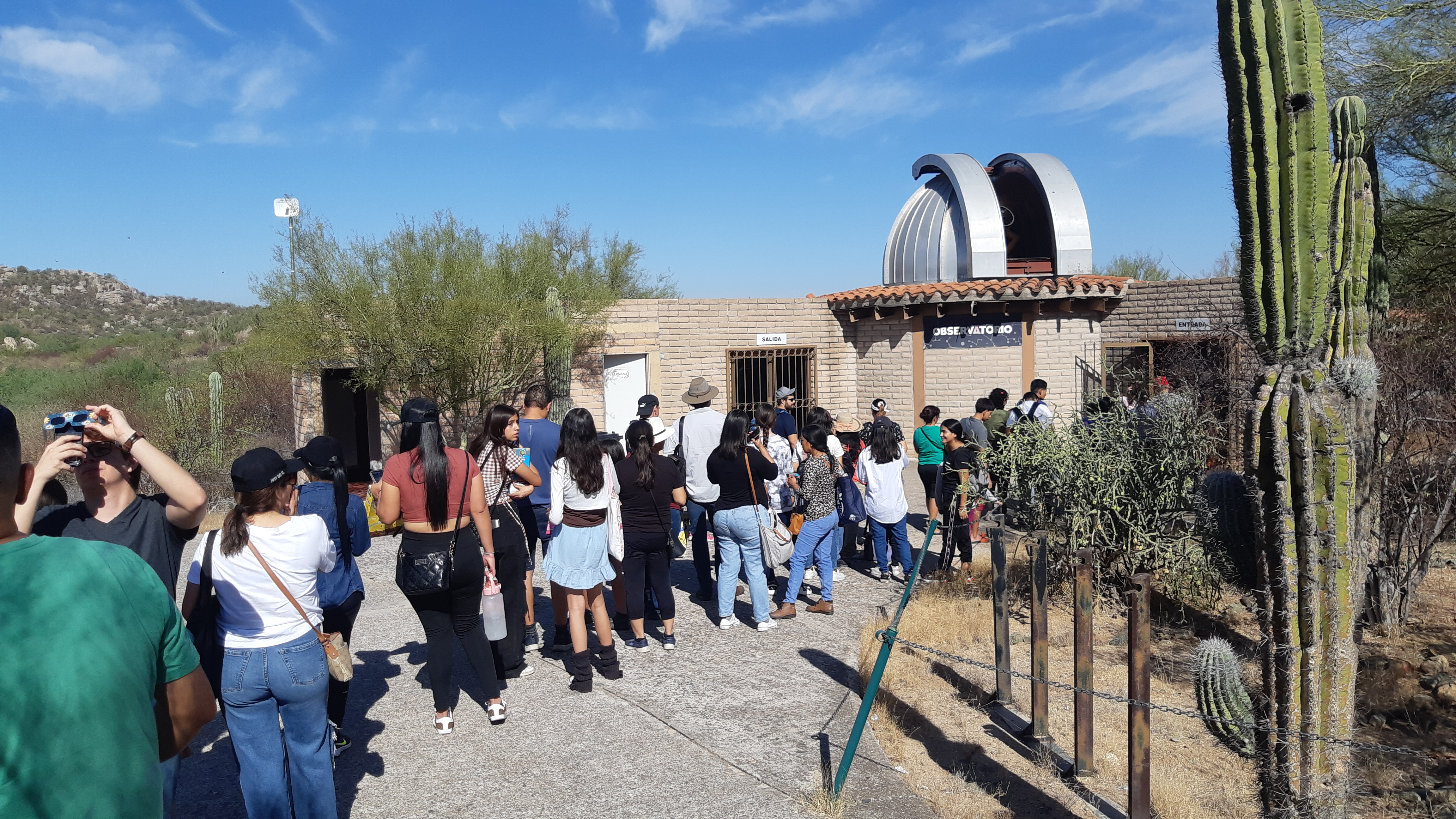
Fila de visitantes al Observatorio Astronómico del Centro Ecológico de Sonora durante la observación del eclipse solar del 14 de octubre de 2023.

Dentro de las instalaciones se cuenta con un observatorio astronómico público único en el noroeste de México. Fue fundado el 20 de marzo de 1990 y administrado en colaboración con el Área de Astronomía de la Universidad de Sonora. Reinició operaciones el día 5 de julio del año 2023. Actualmente se realizan actividades públicas como observaciones de eventos astronómicos, charlas semanales y observaciones nocturnas de jueves y viernes a partir de las 6:00 p. m. y los días sábado a partir de las 10:00 con observaciones solares. El observatorio lleva el nombre del astrónomo sonorense y cofundador del Área de Astronomía de la Universidad de Sonora: Antonio Sánchez Ibarra.  
Tiene un telescopio principal tipo Cassegrain de 41 cm de diámetro. Además de un telescopio Shmidt-Cassegrain de 9 cm de diámetro. Debido a la contaminación lumínica de la ciudad actualmente se observan objetos de alta luminosidad como la luna, planetas y cúmulos estelares.

#### Granjita Infantil
Este espacio ilustra el funcionamiento de las granjas, usualmente ubicadas en zonas rurales. Busca generar conciencia alrededor de las granjas dirigida al público infantil que vive en la ciudad de Hermosillo o que visita de zonas urbanas. Se cuenta con la presencia de animales domésticos como el burro pigmeo (Equus africanus asinus), la cabra doméstica (Capra aegagrus hircus), el borrego pelibuey (Ovis orientalis aries), el caballo poni (Equus sp.), el cebú (Bos primigenius indicus), el borrego cuatro cuernos (Ovis sp.) y la cabra miniatura (Ovis sp.).

#### Museo de Vida Silvestre
En esta área adaptada se muestran distintos objetos como pieles, astas, cuernos y plumas de algunas especies así como bustos y animales disecados. Cuenta con una exhibición de pieles, ecosistemas marinos, aves, insectos y fósiles. También se realizan exposiciones temporales con especies vivas de arácnidos y reptiles.

#### Información
- Ubicación geográfica: 29° longitud norte, 110° latitud oeste.
- Superficie: 4,655 hectáreas.
- Fecha de decreto: diciembre de 1984